# Jana Kovalčíková
Jana Graňáková Kovalčíková (* 21. března 1991 Prešov, Československo) je slovenská herečka. Na Slovensku je známá díky seriálu Oteckovia, kde hrála právničku Emu, v Česku se stala známou rolí Kataríny Benešové v seriálu Ulice. Vystupovala též v seriálu Kavej.
V roce 2023 se stala s tanečníkem Vilémem Šírem vítězkou taneční soutěže Let's Dance na TV Markíza.

## Život a kariéra
Po gymnáziu studovala herectví, hostovala ve Slovenském národním divadle v Bratislavě. Mimo jiné si zahrála v Paneláku a zahrála si v celovečerním snímku Ondřeje Šulaje Agáva.
Jana Kovalčíková hraje ve slovenském seriálu Kredenc, hrála i v českém seriálu Hraběnky.
Ráda čte, jejím oblíbeným autorem je Gabriel García Márquez. Mezi její záliby patří jóga, squash a badminton.
Má starší sestru Lenku. V letech 2015–2018 měla partnerský vztah s hercem Romanem Poláčikem. Koncem srpna 2020 se vdala za Adama Graňáka.
Dne 7. 5. 2023 vyhrála společně s Vilémem Šírem taneční soutěž Let's Dance.
| Rok        | Název                     | Role                            |
| ---------- | ------------------------- | ------------------------------- |
| 2008       | Panelák                   | Romana                          |
| 2015       | Kukučka                   | Lenka Jablonská                 |
| 2016       | Agáva                     | -                               |
| 2018–2021  | Oteckovia                 | Ema Beckerová / Jana Chorvátová |
| 2019       | Ulice                     | Katarína Benešová               |
| 2019       | S úsměvom po Slovensku    | samu sebe                       |
| 2020       | Kavej: Z východu na západ | Veronika                        |
| 2021-dosud | Inkognito                 | samu sebe                       |
| 2022       | Sväty Max                 | Kristína Lehotská               |
| 2022       | Oteckovia - Finále        | Ema Beckerová                   |
| 2022       | Čierne na bielom koni     | Janka                           |
| 2022       | Chatári                   | Ivana Malá                      |
| 2023       | Let's Dance               | samu sebe                       |
| 2023       | Klamstvo                  | Zuzana                          |
| 2023       | A máme, co jsme chtěli    | Božena Varchal                  |
| 2024       | Dunaj, k vašim službám    | Lena                            |
| 2024       | Ulice: Vánoční speciál    | Katarína Benešová               |